# Cercosaura quadrilineata
Cercosaura quadrilineata là một loài thằn lằn trong họ Gymnophthalmidae. Loài này được Boettger mô tả khoa học đầu tiên năm 1876.